# Marcel Fournier (sociologue)
Pour les articles homonymes, voir Marcel Fournier et Fournier.
Marcel Fournier, né en 1945 à Plessisville (Québec), est un sociologue québécois.

## Biographie
Né à Plessisville, Marcel Fournier complète son cours classique au Collège de Lévis avant d'entreprendre des études en sociologie à l'Université de Montréal. Il y fait une thèse de maîtrise sous la direction de Marcel Rioux, avant d'aller faire son doctorat en France à l'École pratique des hautes études, sous la direction de Pierre Bourdieu. À la suite de la complétion de son doctorat en 1974, Marcel Fournier est engagé comme professeur à l'Université de Montréal, où il passera l'essentiel de sa carrière.
Ses travaux portent sur la sociologie de la culture, la sociologie des sciences, la théorie sociologique et l'histoire de la sociologie,,. Il est particulièrement reconnu pour ses travaux sur la sociologie française et son histoire, dont il est devenu l'un des plus éminents spécialistes. Ses biographies de Marcel Mauss et d'Émile Durkheim font notamment figure de références,.
En 2013, il s'est mérité le Prix Léon-Gérin, un Prix du Québec reconnaissant la carrière exceptionnelle d'un scientifique œuvrant dans une discipline des sciences sociales.